# Lathyrus littoralis
Lathyrus littoralis là một loài thực vật có hoa trong họ Đậu. Loài này được (Torr. & A.Gray) Walp. miêu tả khoa học đầu tiên.

## Hình ảnh

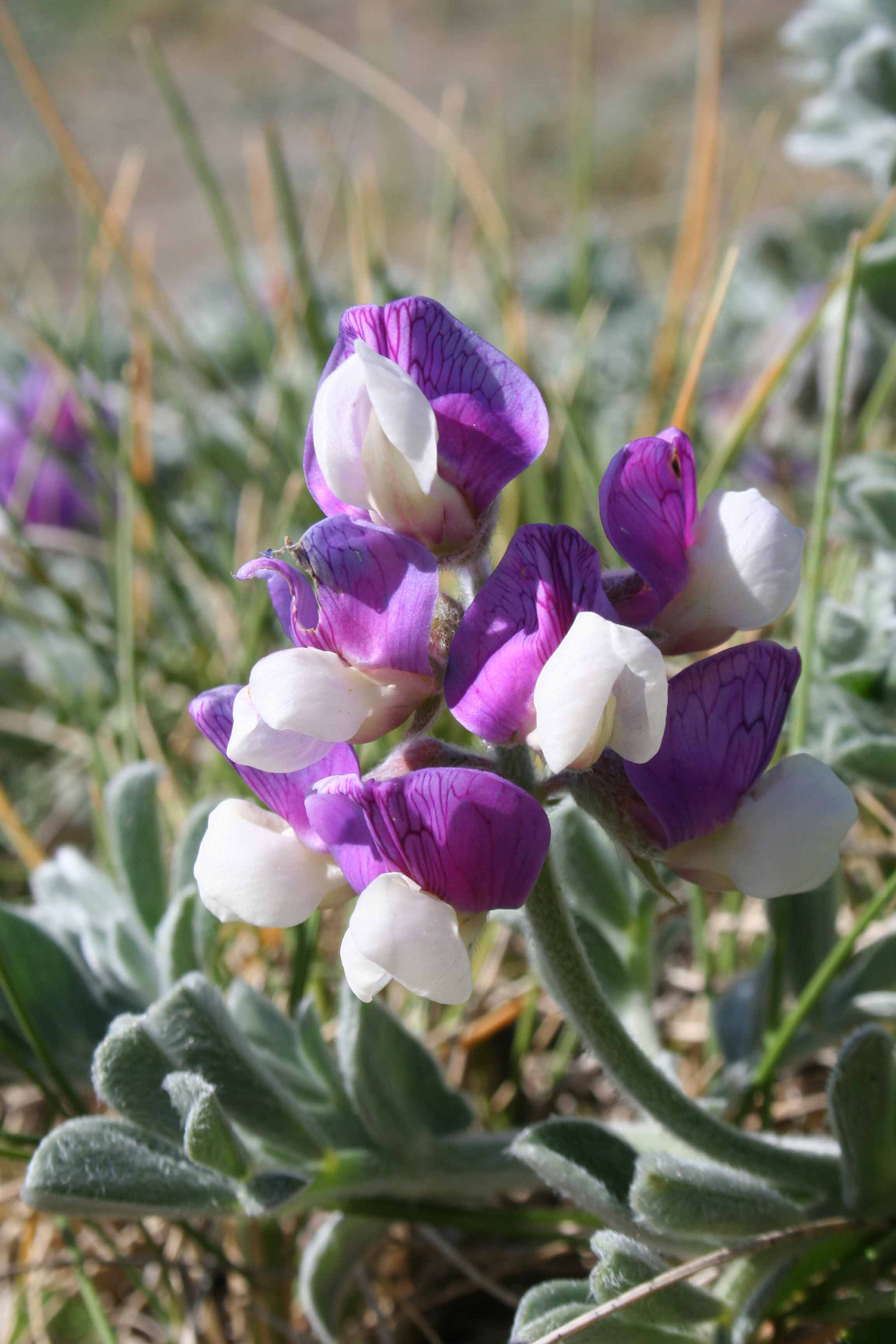
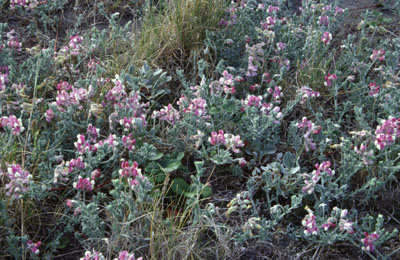